# Melanomys
A Melanomys az emlősök (Mammalia) osztályának rágcsálók (Rodentia) rendjébe, ezen belül a hörcsögfélék (Cricetidae) családjába tartozó nem.

## Rendszerezés
A nembe az alábbi 3 faj tartozik:
- Melanomys caliginosus Tomes, 1860 - típusfaj
- Melanomys robustulus Thomas, 1914
- Melanomys zunigae Sanborn, 1949